# Jacob McCarthy
Jacob McCarthy (* 5. Juni 1993 in Dublin) ist ein irischer Schauspieler.

## Leben und Karriere
McCarthy lernte drei Jahre von 2011 bis 2014 an der London Academy of Music and Dramatic Art. Durch eine Green-Card-Lottery konnte er in die Vereinigten Staaten gehen, wo die LAMDA in New York City und Los Angeles Präsentationen von Absolventen abhielt, die in den Vereinigten Staaten arbeiten können, und zog nach Los Angeles. Kurzzeitig zurück in Irland erlangte er 2015 eine der beiden Hauptrollen in dem Film The Drummer and the Keeper, in dem er neben Dermot Murphy einen Teenager mit Asperger-Syndrom spielt. Zur Vorbereitung beobachtete er Therapiesitzungen eines Nachbarsjungen, der non-verbaler Autismus hat, und erhielt Kontakt zu einer Schauspielgruppe der Asperger Syndrome Association of Ireland. Für den Film, der 2017 veröffentlicht wurde, gewann er 2018 einen Irish Film and Television Award als Nachwuchsschauspieler. 2016 erhielt er eine erste längere Serienrolle in Mr. Griffin – Kein Bock auf Schule, die in Los Angeles gedreht wurde, und war 2018 in der gesamten ersten Staffel zu sehen. Danach erschien er in den Filmen The Last Summer von 2019 und Macbeth von 2021. Seit 2021 spielt er in der Serie SAS: Rogue Heroes.

## Filmografie
- 2016: Foursome (Fernsehserie, 1 Episode)
- 2017: Pria (Kurzfilm)
- 2017: The Drummer and the Keeper
- 2018: Mr. Griffin – Kein Bock auf Schule (A.P. Bio, Fernsehserie, 13 Episoden)
- 2019: The Last Summer
- 2019: (Future) Cult Classic
- 2021: Macbeth (The Tragedy of Macbeth)
- seit 2022: SAS: Rogue Heroes (Fernsehserie)
- 2024: Mary & George (Miniserie, 6 Episoden)

## Auszeichnungen und Nominierungen
für The Drummer and the Keeper
- Irish Film Festival London 2017: Gewinner des Ros Hubbard Award of Acting
- Irish Film and Television Awards 2018: Nominierung als Bester Filmnebendarsteller, Auszeichnung als Rising Star